# Nina Ansaroff
Nina Ann Nunes, född Ansaroff 3 december 1985 i Weston, är en amerikansk MMA-utövare som sedan 2014 tävlar i organisationen Ultimate Fighting Championship. Hon är gift med Amanda Nunes